# Montrose, Minnesota
Montrose là một thành phố thuộc quận Wright, tiểu bang Minnesota, Hoa Kỳ. Năm 2010, dân số của thành phố này là 2847 người.

## Dân số
- Dân số năm 2000: 1143 người.
- Dân số năm 2010: 2847 người.